# Siretu (gmina Letea Veche)
Siretu – wieś w Rumunii, w okręgu Bacău, w gminie Letea Veche. W 2011 roku liczyła 510 mieszkańców.